# 維爾瓦河 (捷捷列夫河左支流)
維爾瓦河（烏克蘭語：Вирва），是烏克蘭北部的河流，屬於捷捷列夫河的支流。該河發源自霍多里，流經日托米爾州的日托米爾區和科羅斯堅區，河道全長37.5公里。